# الاحتياجات الغذائية الأساسية
فقرة تعرف الاحتياجات الغذائية الأساسية (بالإنجليزية: The maintenance requirement)‏ بأنها أقل كمية من أنواع مختلفة من الأطعمة يحتاجها الكائن الحي للحفاظ على العمليات البيولوجية اللازمة بدون زيادة أو نقصان في كتلة الجسم أو تغيرات في تكوين جسمه، لكن لا يشمل أنواع الغذاء اللازم للنمو والتكاثر.